# Azra Akın
Azra Akın (Almelo, 8 de desembre de 1981) és una model i actriu turca nascuda als Països Baixos de pares turcs. Fou la guanyadora de Miss Turquia i Miss Món l'any 2002. Azra Akın va guanyar Miss Elite Model Look Turquia als 17 anys, a 1998, quan estudiava al liceu i el mateix any va representar Turquia en la versió internacional del concurs on va entrar entre les 15 finalistes.